# Movimiento Ecuménico por los Derechos Humanos
El Movimiento Ecuménico de los Derechos Humanos o Movimiento Ecuménico por los Derechos Humanos o MEDH es una organización no gubernamental (ONG) argentina de defensa de los derechos humanos, formada por miembros de la Iglesia católica, la Iglesia Evangélica y la Iglesia Luterana que comenzó a trabajar durante la época de la última dictadura argentina con la intención de movilizar a las iglesias argentinas para exigir al Estado el efectivo cumplimiento de sus obligaciones respecto de los derechos humanos.

## Integrantes
Las iglesias miembros del MEDH son:
- Iglesia Evangélica Metodista Argentina
- Iglesia Evangélica del Río de la Plata
- Iglesia Evangélica de los Discípulos de Cristo
- Iglesia Evangélica Valdense del Río de la Plata
- Iglesia Anabautista Menonita de Buenos Aires
- Asociación La Iglesia de Dios
- Asociación Cristiana de Jóvenes
- Iglesias Reformadas en la Argentina
- Iglesia Evangélica Luterana Unida
- Diócesis de Quilmes (Iglesia Católica)
- Diócesis de Viedma (Iglesia Católica)
- Diócesis de Neuquén (Iglesia Católica)
- Diócesis de Puerto Iguazú (Iglesia Católica)

El MEDH consta de:
- Asamblea General anual de los miembros
- Junta Pastoral Nacional (órgano directivo)
- Mesa Ejecutiva
- Oficina Nacional
- Juntas Pastorales Regionales y Equipos de trabajo regionales
- Centro de Documentación y Comunicación

El presidente emérito es el pastor Juan Luis Van der Velde de la Iglesias Reformadas en la Argentina de Buenos Aires y los vicepresidentes son el obispo Federico Pagura de la Iglesia Evangélica Metodista de Rosario,  el obispo Jorge Novak de la diócesis católica de Quilmes y el pastor Rodolfo Reinich de la Iglesia Evangélica del Río de La Plata.

## Historia
El MEDH fue creado en febrero de 1976, en vísperas de la última dictadura militar argentina. El 22 de diciembre de 1976 realizó su primer liturgia pública de solidaridad con los detenidos desaparecidos y sus familiares en la Catedral de la Inmaculada Concepción de Quilmes.